# Campiglossa venezolensis
Campiglossa venezolensis este o specie de muște din genul Campiglossa, familia Tephritidae. A fost descrisă pentru prima dată de Erich Martin Hering în anul 1939.
Este endemică în Venezuela. Conform Catalogue of Life specia Campiglossa venezolensis nu are subspecii cunoscute.